# Fillmore!
Fillmore! è un cartone animato statunitense creato da Scott Gimple e prodotto dalla Disney, trasmesso tra il 2002 e il 2004 su ABC all'interno del blocco ABC Kids, anche se gli ultimi cinque episodi sono andati in onda su Toon Disney. In Italia viene trasmesso su Disney Channel dal 15 settembre 2003 e in chiaro su Rai 2.
Basato sulla serie televisiva Mod Squad, il cartone segue le vicende del protagonista, Cornelius Fillmore, e della sua collega, Ingrid Third, i quali lavorano come agenti nella pattuglia di sicurezza di una scuola media di Minneapolis (Minnesota).

## Trama
Il cartone racconta la vita privata e scolastica di alcuni ragazzi e ragazze pre adolescenti che frequentano una scuola media di Minneapolis (Minnesota), la fittizia scuola media "X".
In particolare esso racconta le vicende di una organizzazione studentesca chiamata "pattuglia di sicurezza": questa è una sorta di organizzazione scolastica con compiti di forza di polizia che si occupa di arrestare o fermare gli studenti della scuola che si rendono protagonisti di veri e propri reati o altre violazioni alle regole scolastiche, all'interno del perimetro scolastico, in modo da poterli "denunciare" al consiglio dei docenti, per gli opportuni provvedimenti disciplinari.
Il protagonista della serie è Cornelius Fillmore, un ragazzo afroamericano che prima di diventare un poliziotto della pattuglia di sicurezza, era un criminale, uno dei più temuti e pericolosi della scuola. Però una volta arrestato dall'allora agente Vallejo, Fillmore messo alle strette e davanti alla cruda realtà, dovette scegliere tra due opzioni: o trascorrere gli interi restanti anni della scuola media in punizione, oppure entrare nella Pattuglia di Sicurezza come agente. Egli scelse la seconda opzione e cosi con il tempo diventò uno dei più bravi membri di tutta la storia della Pattuglia della scuola X, e premiato a più riprese.
La storyline dal cartone inizia quando un giorno alla scuola media X, arriva una nuova studentessa, Ingrid Third, che subito si fa notare attirando le ire dei nuovi compagni in virtù del suo carattere maleducato e rozzo. Durante la sua presentazione fatta dalla preside, ella viene "accolta" da una bordata di fischi e lancio di pomodori. Durante un'ora di lezione, viene lanciata in corridoio una bomboletta puzzolente, e tutti i sospetti cadono fin da subito sulla nuova arrivata Ingrid perché aveva il movente di vendicarsi dei fischi subiti. 
Fillmore viene così incaricato dalla Preside e dal commissario Valejo di arrestarla, e Ingrid si fa arrestare senza opporre resistenza. Interrogata dalla preside, confessa subito di essere stata lei ad aver lanciato la bomboletta, e così viene punita. Durante la punizione, però, Ingrid riceve la visita da parte di Fillmore, ed egli le fa la stessa proposta che era stata fatta a lui, ossia quella di diventare poliziotta per evitare di scontare passare l'intero anno scolastico in punizione. Ingrid così accetta di diventare agente, e comincia subito a lavorare in coppia con Fillmore, diventando ben presto un'ottima collega e amica.
I due, giorno dopo giorno, risolvono i vari casi criminali che si sviluppano nella scuola, aiutando a rendere la Scuola Media X un posto più sicuro. Alla fine della serie, Fillmore ed Ingrid, terminata la scuola media e promossi con successo alle superiori, decidono di diventare poliziotti a tutti gli effetti, e si arruolano nel dipartimento di Polizia Locale della loro città, aiutando così tutti i cittadini.

## La Pattuglia di Sicurezza
Fillmore! come già ampiamente detto è incentrato su un'organizzazione studentesca immaginaria chiamata: la "Pattuglia di Sicurezza" (in inglese "Safety Patrol"), composta e formata dagli studenti della scuola.
La pattuglia di sicurezza è una vera e propria organizzazione di pubblica sicurezza, con compiti di polizia giudiziaria, ordine pubblico, polizia finanziaria, prevenzione e contrasto alla criminalità, in sede intra, ma anche extra scolastica (in un episodio, infatti  Fillmore e Ingrid, indagano fuori dalla scuola), con il compito di smascherare i reati compiuti dagli studenti, con l'eventuale aiuto anche di altre pattuglie di altre scuole (ad esempio, in caso di studenti provenienti da altre scuole).
Ogni scuola degli Stati Uniti deve avere la propria pattuglia di sicurezza, a capo della quale vi è un Commissario (o Sceriffo per alcune scuole), che viene eletto ad ogni inizio anno scolastico dal consiglio dei docenti e dalla preside. Il commissario rimane in carica per un solo anno scolastico, e alla fine delle stesso, esso può essere rieletto e rinnovare il mandato per gli altri anni (fino a che lo studente non passa alle superiori).
La pattuglia è formata dai ragazzi che frequentano la scuola media, contando circa 10 agenti nella Scuola X, e possiede un vero e proprio commissariato, con tanto di laboratorio in stile CSI, e anche dei veri e propri agenti della scientifica. Il compito principale della pattuglia è appunto smascherare i colpevoli di reati che vengono attuati all'interno della scuola, dei quali molti modificati in versioni per bambini (per esempio, lo spaccio di droga è diventato spaccio di caramelle, o il furto di preziosi è diventato furto di videogiochi) e rendere così essa un posto più sicuro. I membri della Pattuglia, in casi "gravi", possono lasciare le aule durante le lezioni, e devono sempre girare con un distintivo (una specie di fascia gialla) sulla maglietta per farsi riconoscere. Non fanno uso di manette e l'agente della Pattuglia tiene solamente le mani del catturato dietro la schiena, tenendole in quella posizione fino all'arrivo al commissariato.
Fillmore! ha generato un grosso impatto mediatico nel sistema scolastico statunitense, tanto che l'ex presidente George Bush nel 2004 aveva varato una legge che permetteva alle scuole di creare una vera e propria "pattuglia di sicurezza" in stile Fillmore! ma la legge venne abolita quasi subito per mancanza di fondi sufficienti.

## Personaggi
- Cornelius Fillmore: Agente della pattuglia di sicurezza partner di Ingrid, è tra i più bravi in circolazione. Il suo "fiuto" nelle indagini lo porta a risolvere molti casi anche complessi in pochissimo tempo. Fillmore è un afroamericano, calvo e con occhiali. Prima di diventare un agente era un criminale, tra i più pericolosi nella scuola.
- Ingrid Third: Ingrid è una agente della pattuglia di sicurezza, partner di Filmore. Al suo arrivo alla scuola media X, viene subito arrestata da Fillmore per aver lanciato una bomboletta puzzolente in corridoio durante un'ora di lezione. A causa di ciò per evitare di passare tutto il resto degli anni della scuola media in punizione, decide di diventare poliziotta. All'apparenza maleducata e rozza, è invece una ragazza vivace ed educata. Si veste sempre di nero, e indossa sempre una maglietta smanicata. Possiede una memoria fotografica che le permette di ricordarsi i minimi particolari delle scene del crimine o altri particolari, utilissimi per concludere e risolvere i casi.
- Horatio Vallejo: Vallejo è il commissario della pattuglia di sicurezza della Scuola Media X. Molto intelligente, si ritrova molto spesso a litigare con Fillmore ed Ingrid, per via dei loro metodi di indagine poco ortodossi e regolamentari, ma molto spesso li aiuta. Vallejo ha lavorato con moltissime persone, tra cui il sensitivo Frank Bishop. Nel corso di alcuni episodi, con dei flashback si ritorna al passato di Vallejo quando era ancora un agente.
- Dawn Folsom: è la preside della scuola media X, nonché una donna molto arrogante. Molto spesso litiga con Fillmore, Ingrid e Vallejo per diverse questioni; è molto cinica e pensa solo a sé stessa e ai soldi. Al termine della serie, quest'ultima si ribella dal carattere molto arrogante e da quello molto cinico.

## Episodi
- Il debutto di Fillmore
- L'esame dell'esaminato (Test of the Tested)
- Mai dormire durante le lezioni
- Ingrid Third, nemico pubblico N. 1 (Ingrid Third, Public Enemy #1)
- Non fate piangere le mascotte
- Il caso dei vermi rabbrividiti
- Il mistero dei pettirossi rossi che non sanno volare
- Prossima fermata: Armageddon!
- Una fredda giornata alla Scuola Media X
- Non ci sono più mezzi viaggi
- Un punteggio da non oscurare
- Due ruote sono meglio di quattro
- La malevolenza della padronanza di capolavori
- Un viaggio nel passato da dimenticare
- Il diciannovesimo buco che diventa una tomba-botola
- Nome in codice: capello elettrico
- La coerenza del doppio
- I re dei campi a scacchi
- I nemici non perdonano (Foes Don't Forgive)
- L'amicizia si vede nel Sud e l'onore si vede nel Nord
- Giustizia anti-immunità
- Fiocchi di neve sentiti dallo squarcio
- La catena dell'onore
- Una riflessione da vedere
- Suona, maestro, suona (Play On, Maestro, Play On)
- Fillmore e Ingrid agenti polizieschi

## Doppiaggio
- Cornelius Fillmore - Stefano Crescentini
- Ingrid Third - Ilaria Latini
- Vallejo - Alessio De Filippis
- Preside Dawn Folsom - Roberta Greganti
- Karen Tehama/Diana - Federica De Bortoli
- Anza - Leonardo Graziano
- Augie - Luca Graziani
- Raylea - Micaela Incitti